# Edelény
Edelény es una ciudad en el condado de Borsod-Abaúj-Zemplén, en el norte de Hungría. Se encuentra en el valle del río Bódva, 25 kilómetros al norte de la capital del condado, Miskolc. Allí se encuentra el histórico Palacio L'Huillier-Coburg.

## Historia
La zona ha estado habitada desde la antigüedad (se encontraron aquí herramientas de piedra del Paleolítico). Edelény se menciona por primera vez en 1299, pero el pueblo de Borsod, anexionado a la ciudad en el siglo XX, ya se menciona en 1108.
Los habitantes de Edelény se dedicaban a la agricultura en la época medieval. Durante la ocupación turca de Hungría, la ciudad quedó desierta varias veces.
En el siglo XIX, la industria cobró mayor importancia en la zona. En 1838, se construyó una fábrica de azúcar y se abrió una mina de lignito.
Dos pueblos cercanos se anexionaron a Edelény: Borsod en 1950 y Finke en 1963. Edelény obtuvo el estatus de ciudad en 1986.

## Ciudades hermanadas
Edelény está hermanada con:
- Bad Sobernheim, Alemania
- Moldava nad Bodvou, Eslovaquia
- Siewierz, Polonia
- Worb, Suiza